# Vila-seca
Vila-seca (em catalão e oficialmente) ou Vilaseca (em castelhano) é um município da Espanha, na comarca do Tarragonès, província de Tarragona, comunidade autónoma da Catalunha. Tem 21,6 km² de área e em 2021 tinha 22 522 habitantes (densidade: 1 042,7 hab./km²). Limita com os municípios de Tarragona, Reus, La Canonja, Salou, Cambrils e Riudoms.